# Batalla de Macao

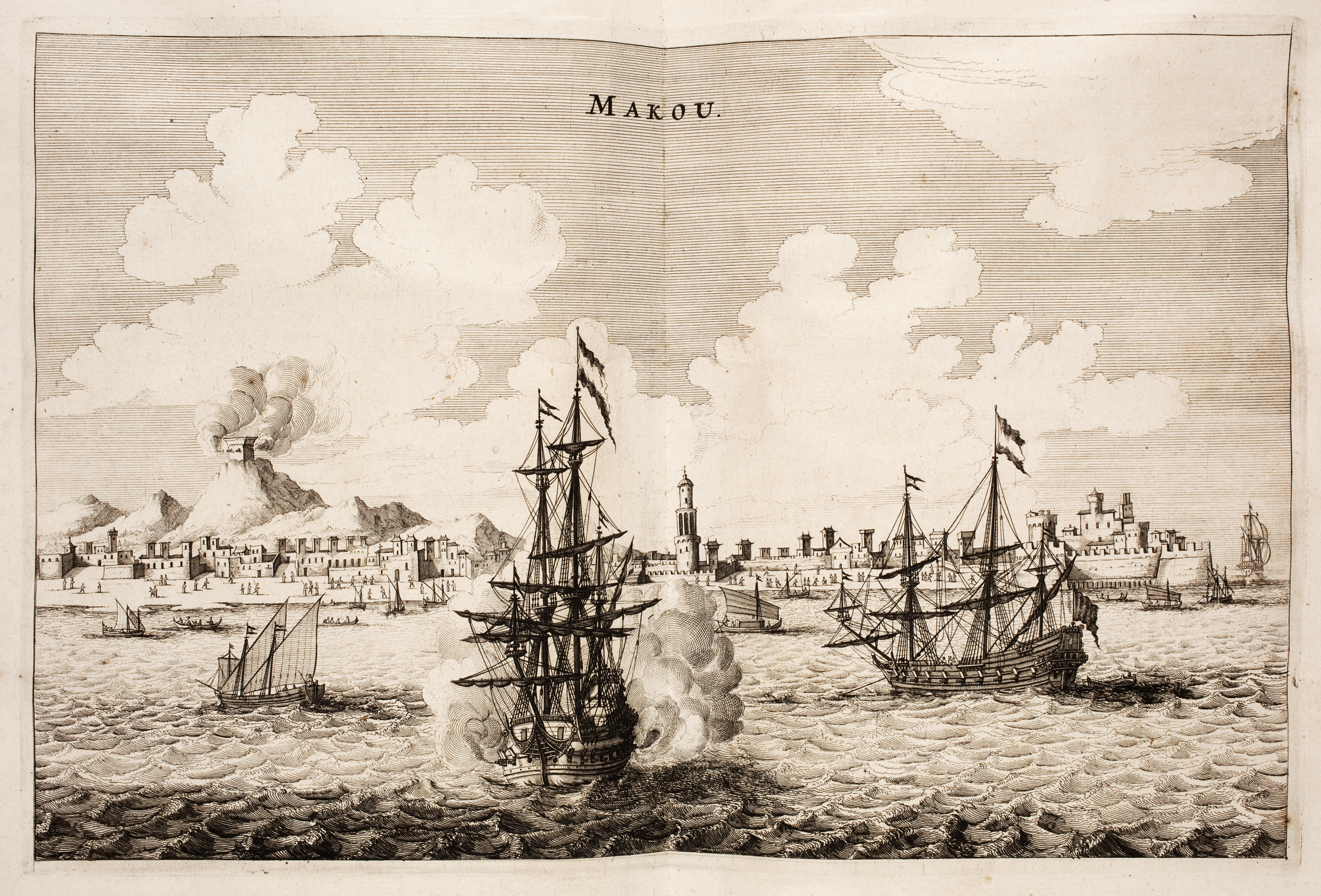
Naves neerlandesas disparando sus cañones en las aguas de Macao, dibujado en 1665.

La batalla de Macao en 1622 fue un conflicto de la Guerra luso-neerlandesa peleado en el asentamiento portugués de Macao, en el suroeste de China. Los portugueses  se encontraban superados en número y sin una fortificación adecuada, a pesar de ello consiguieron repeler a los neerlandeses en una celebrada victoria el 24 de junio, después de tres días de batalla. Hasta la fecha, la batalla sigue siendo el único enfrentamiento mayor entre dos potencias europeas en la China continental.

## Batalla
En la noche del 22 de junio de 1622, el almirante Reijersen de la Compañía Neerlandesa de las Indias Orientales, envió a tres hombres y un guía chino para ver si los 10.000 residentes chinos permanecerían neutrales en el conflicto. Volverían temprano al encontrar que los residentes chinos habían salido del puerto al oír noticias del conflicto. Al día siguiente Reijersen subiría a una lancha para elegir el lugar donde desembarcarían las tropas neerlandesas, y se decidió que se haría el desembarco en el este de la playa de Cacilhas al día siguiente. Para distraer del lugar donde desembarcarían  tres barcos neerlandeses empezaron a disparar al sur de  la fortaleza de São Franciso el 23 de junio. Las naves se retiraron durante la noche sin producir ninguna baja portuguesa.
Por parte de los portugueses, la invasión venía cuando la mayoría de los ciudadanos  se encontraban comprando en la feria de comercio en Cantón (China), más encima el  emperador había enlistado portugueses en la conquista manchú de China en octubre de 1621 tomando casi todos los hombres aptos y los cañones de la ciudad. Dejando a los portugueses en una precaria situación.

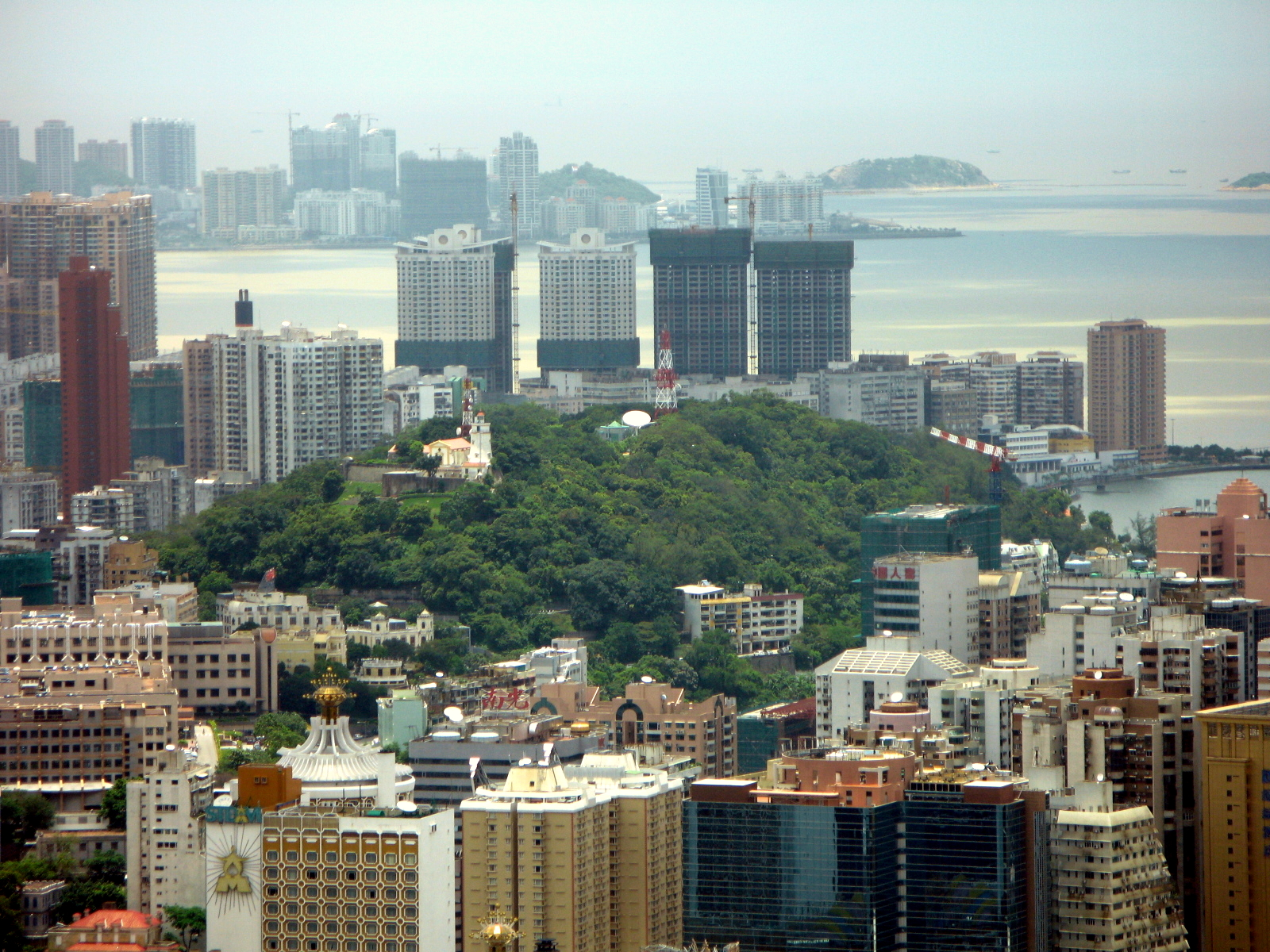
La colina Guia (2008).

Los barcos neerlandeses reanudaron su ataque en la fortaleza el día siguiente. Mientras la fortaleza era atacada la invasión anfibia había empezado, esta se componía de 32 lanchas, con Pedrero, apoyados por fuego de las naves. 60 portugueses y 90 mestizos se encontraraban en la playa atricherados, matando a 40 e hiriendo al almirante Reijersen, sacándolo de la batalla. El capitán Hans Ruffijn le sucedió en el mando. Pronto la fuerza invasora sobrepasó a los atrincherados y estos se retiraron. 
Los neerlandeses se dirigían ordenamente hacia la ciudad, pero un religioso jesuita disparó desde la fortaleza una bala de cañón que aterrizó en un barril de pólvora que se encontraba cerca de los neerlandeses, inflingiéndoles grandes bajas y desorganizándoles. Los comandantes neerlandeses decidieron atacar la colina Guia, pero fueron detenidos por 30 esclavos armados. No esperando tanta resistencia, los neerlandeses se retiraron a las tierras cerca de la colina.
Para esas horas fue evidente para los portugueses que el ataque en la fortaleza no era solo más que una trampa, y el comandante de la fortaleza ordenó a la guarnición un contraataque final contra la fuerza invasora. Lograron reunir ciudadanos, esclavos y hasta sacerdotes jesuitas en una carga final. El capitán Hans Ruffijn luchó hasta la muerte; cuando murió las tropas neerlandesas entraron en pánico y empezaron a huir. Los que alcanzaron a llegar a los botes después serían hundidos por los disparos de la fortaleza. El almirante Reijersen trató de acordar una tregua pero fue en vano, y la flota neerlandesa tuvo que irse pronto de Macao.